# Andrea Manzella
Andrea Manzella (ur. 8 grudnia 1933 w Palermo) – włoski prawnik, nauczyciel akademicki, urzędnik państwowy i polityk, profesor prawa konstytucyjnego, poseł do Parlamentu Europejskiego IV kadencji, senator.

## Życiorys
W 1956 ukończył studia prawnicze w Neapolu. Był również długoletnim urzędnikiem państwowym od 1958 związanym z administracją publiczną. W latach 1961–1980 pracował jako radca w Izbie Deputowanych, gdzie m.in. kierował departamentem ds. badań. W latach 1980–1988 wchodził w skład Rady Stanu. W 1980 był dyrektorem biura legislacyjnego ministra skarbu, trzykrotnie pełnił funkcję sekretarza generalnego włoskich rządów (1981–1982, 1988–1989 i 1993–1994).
Jednocześnie kontynuował karierę naukową. Wykładał na uniwersytetach w Trydencie, Genui i Padwie. Objął stanowisko profesora prawa konstytucyjnego na Uniwersytecie LUISS, gdzie w 1995 został również dyrektorem jednego z centrów naukowych (Centro di studi sul Parlamento). Autor licznych publikacji książkowych m.in. Il parlamento (2003) i Quaderno europeo. Dall'euro all'eurocrisi (2005).
W 1994 z ramienia Demokratycznej Partii Lewicy uzyskał mandat eurodeputowanego IV kadencji, który wykonywał do 1999. Był członkiem frakcji socjalistycznej, Komisji ds. Instytucjonalnych oraz Komisji ds. Regulaminu, Weryfikacji Mandatów i Immunitetów. Od 1999 związany z powstałymi na bazie PDS Demokratami Lewicy. W 1999 wszedł w skład włoskiego Senatu XIII kadencji. Z powodzeniem ubiegał się o reelekcję w 2001 i 2006 z ramienia Drzewa Oliwnego, zasiadając w izbie wyższej włoskiego parlamentu do 2008 (od 2007 w klubie senackim Partii Demokratycznej. W latach 2009–2013 był członkiem prezydium Trybunału Obrachunkowego.